# Édouard Datessen
Pour les articles homonymes, voir Datessen.
Édouard Datessen, né le 6 septembre 1855 à Paris et mort le 19 novembre 1939 à La Baule-Escoublac, est un architecte français. Il est l’auteur des plans de plusieurs villas balnéaires de La Baule.

## Biographie
Né en 1855 de Denis Siméon Datessen, architecte, contrôleur des travaux d'architecture de la Ville de Paris, et de Marie Clara Lehéricy, Marie Édouard Siméon Datessen est architecte à la ville de Paris. Marié à Paule Julie Clothilde Chotard, fille d'Henry Chotard (1821-1904), doyen de la faculté des lettres de Clermont-Ferrand, et de Marie Patris de Breuil, il est le père de Paul-Henri Datessen.
Il dessine en 1896 les plans de la maison Les Fauvettes à Sceaux versée à l’Inventaire général du patrimoine culturel.
À partir des années 1890, il construit à La Baule, de nombreux projets dont :
- la villa Beaulieu (1900[5]) ;
- la villa Les Bluets[6] ;
- la villa Capella (vers 1910[7]) ;
- la villa Le Colombier[8] ;
- l'immeuble Ker Cérès (vers 1880[9]) ;
- la villa Les Fougères[10] ;
- la villa Ker Goat (1890[11]) ;
- la villa Ker Janick (1913[12]) ;
- la villa Ker Magdeleine (vers 1900[13]) ;
- la villa Ker Marie Stella[14] ;
- la villa Ker Marie Stella (vers 1890[15]) ;
- la villa Kreisker (vers 1900[16]) ;
- la villa La Miludière (1913[17]) ;
- la villa L'Oasis (1900[18]) ;
- la villa La Paludière (1905[19]) ;
- la villa Sigurd[20] ;
- la villa Sunset (vers 1890[21]).

La villa Régina lui est également attribuée ; tout comme La Paludière, elle est référencée comme patrimoine exceptionnel de La Baule.